# Eero Alanne
Eero Tapani Alanne född 20 juni 1916 i Nastola, död 1981, var en finländsk germanist. 
Alanne, som var son till folkskollärare Väinö Oskari Alanne och Julia Olivia Junttila, blev student 1934, filosofie kandidat 1941, filosofie magister 1942 samt filosofie licentiat och filosofie doktor 1950. Han var överlärare i främmande språk vid Suomen liikemiesten kauppaopisto 1950–1960, lärare i tyska vid Tekniska högskolan 1950–1951, docent i germansk filologi vid Helsingfors universitet 1956–1960, professor i tyska språket vid Pedagogiska högskolan i Jyväskylä 1960–1961, överlärare i främmande språk vid Suomen liikemiesten kauppaopisto 1950–1960 och från 1961. Han var sekreterare i Students' English Society 1940–1946 och prodekanus för historisk-filologiska sektionen vid Pedagogiska högskolan i Jyväskylä från 1960. 